# Altes Rathaus (Neumünster)

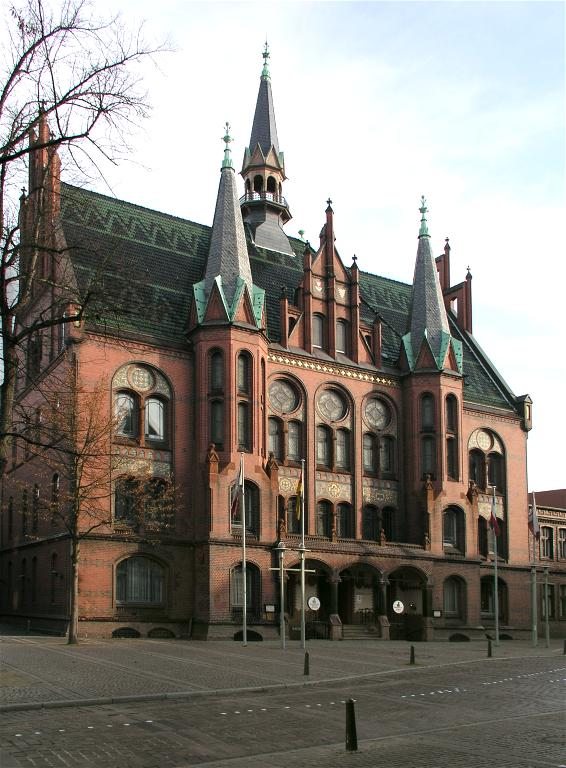
Gesamtansicht vom Großflecken aus

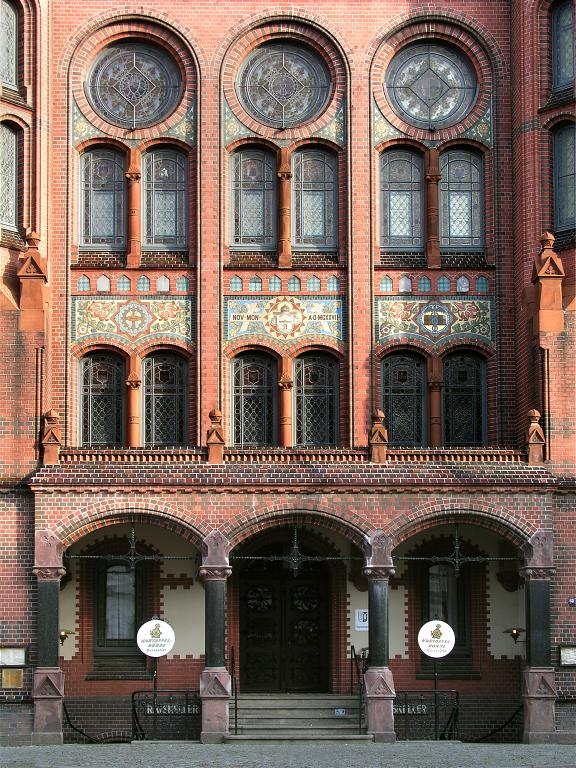
Mittelteil mit Eingangsloggia

Das Alte Rathaus von Neumünster befindet sich in der schleswig-holsteinischen Stadt Neumünster. Es liegt im Stadtzentrum am Großflecken und steht seit 1983 unter Denkmalschutz.
Das 1898 bis 1900 im Stil der Neugotik errichtete Bauwerk wurde mehrfach durch Anbauten erweitert.

## Das neugotische Bauwerk
Der traufenständige Bau ist zwar in den Straßenzug eingebunden, hebt sich aber durch seine Höhe und seine reiche Gliederung deutlich von den Nachbargebäuden ab. Der Mittelteil mit Eingangsloggia und Fialgiebel wird von zwei Erkertürmen eingerahmt. Auch die Seitengiebel sind durch Stufen und Fialen verziert. Die Dachfläche zeigt Dreiecksornamente, entstanden durch verschiedenfarbig glasierte Ziegel. Nach oben schließt ein schlanker hoher Dachreiter den Bau ab, der damit nur drei Meter niedriger ist als die Vicelinkirche.
Als Baumaterial fand Backstein Verwendung. Durch den Wechsel von glasierten und unglasierten Steinen sowie Formsteinen wurden verschiedenartige Ornamente gestaltet. Am Mittelgiebel und an den Obergeschossbrüstungen sind Mosaike eingefügt. Sie zeigen die Entwicklung Neumünsters von der Klostergründung bis zur Industriestadt.
Der Ratssaal im Inneren wird durch Buntglasfenster in gedämpftes Licht getaucht. Eine gewölbeartige Bretterdecke über einem spitzbogigen Holzfries schließt den Saal nach oben ab.

Mosaikschmuck
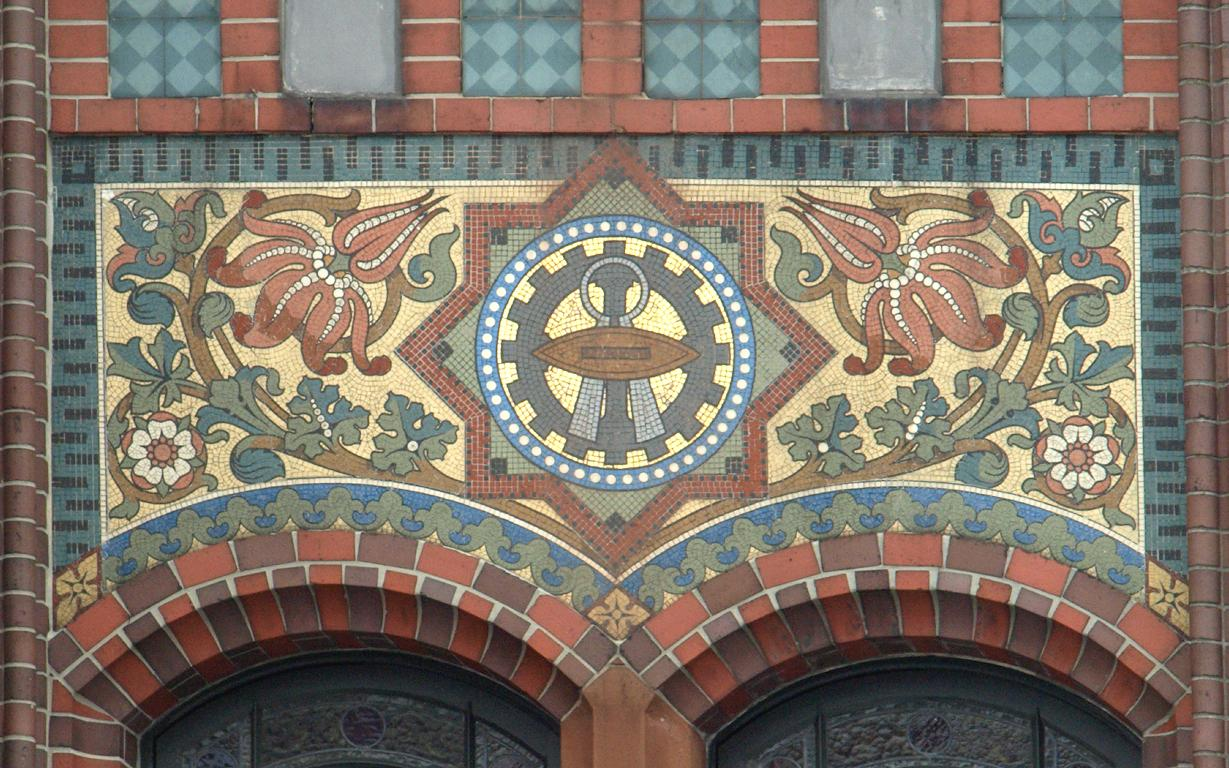
Über der Eingangsloggia links: Symbole der Industrie
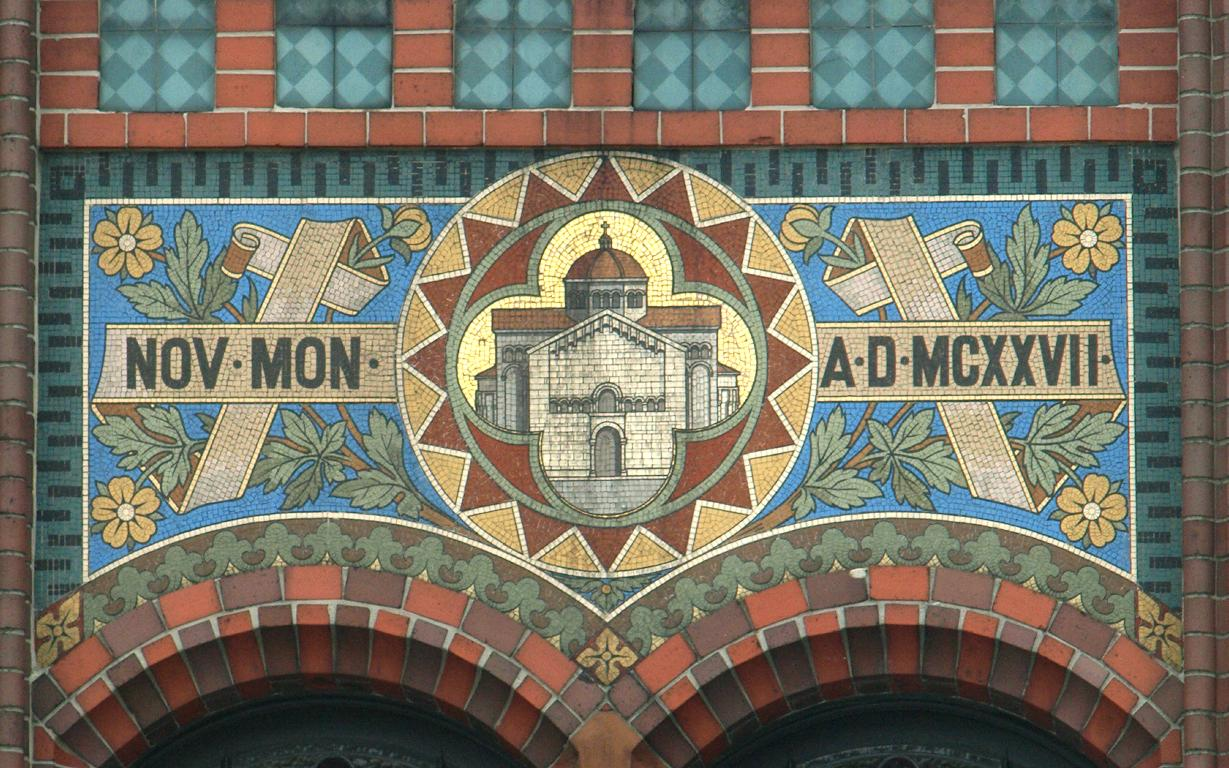
Über der Eingangsloggia Mitte: Gründungsjahr des Stifts Novum Monasterium – 1127
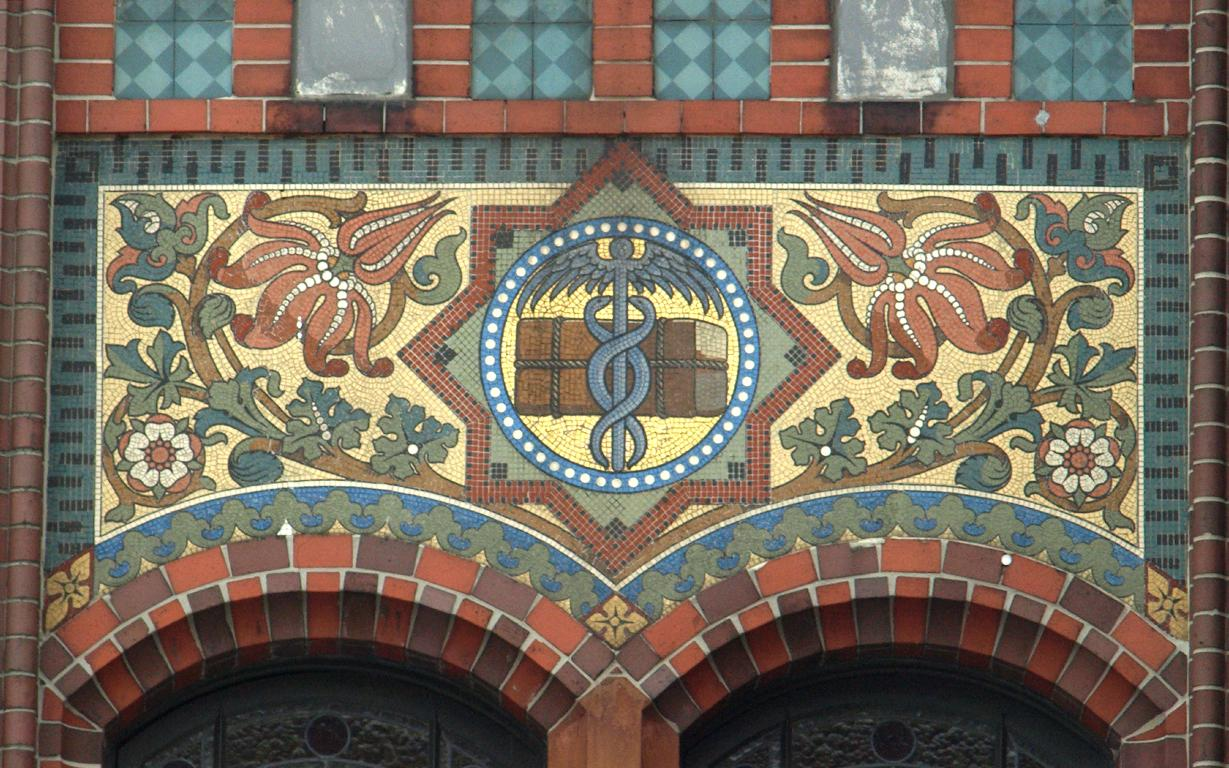
Über der Eingangsloggia rechts: Hermesstab als Symbol des Handels
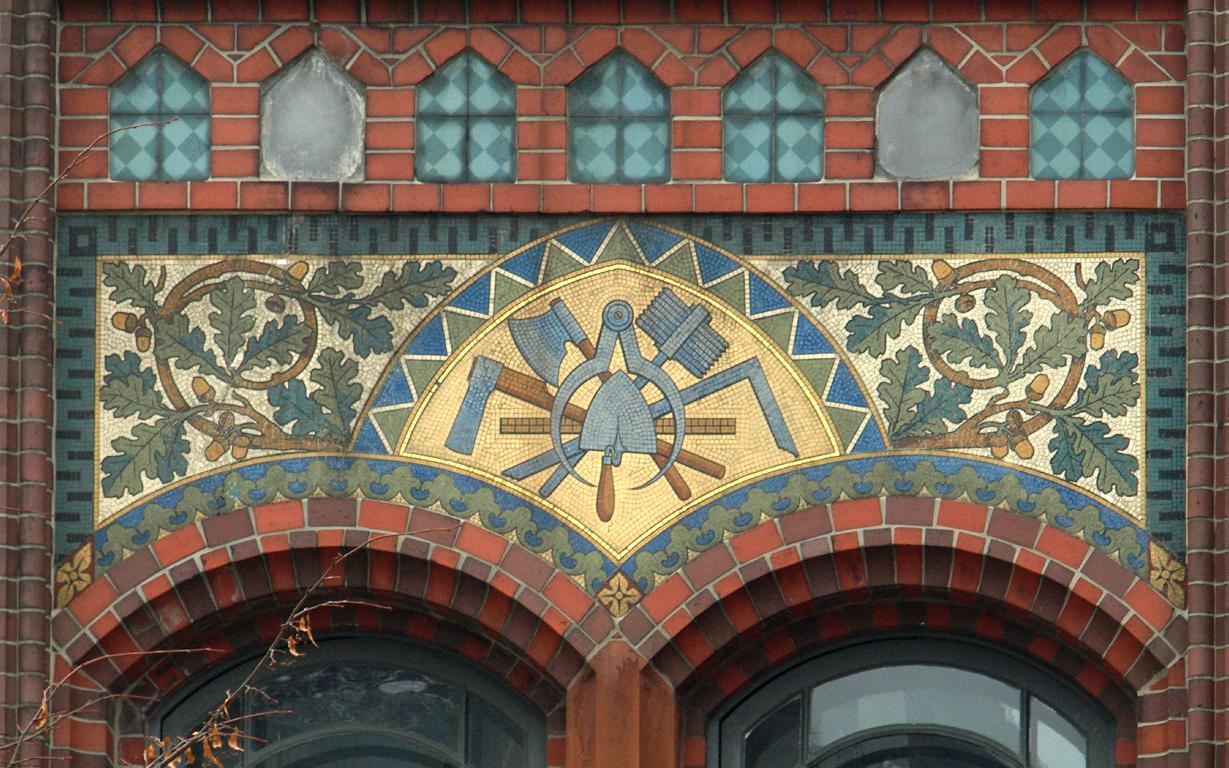
Außen links: Symbole des Handwerks
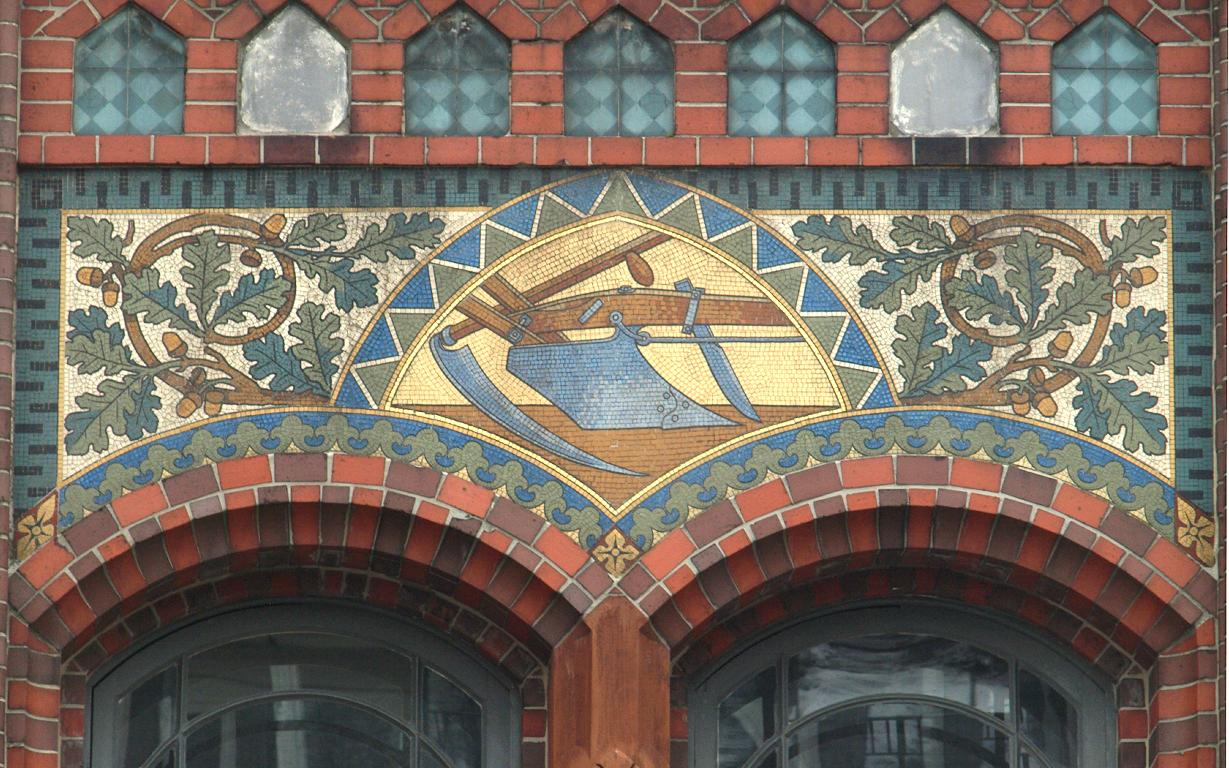
Außen rechts: Symbole der Landwirtschaft

## Baugeschichte
Das neugotische Rathaus, 1898–1900 auf den Grundmauern eines klassizistischen Vorgängerbaus errichtet, wurde vom Architekten Magnus Schlichting entworfen. Es sollte das Selbstbewusstsein der aufstrebenden Industriestadt zum Ausdruck bringen.
Nach wenigen Jahrzehnten reichten die Räumlichkeiten nicht mehr aus und es kam zu mehreren Erweiterungen.

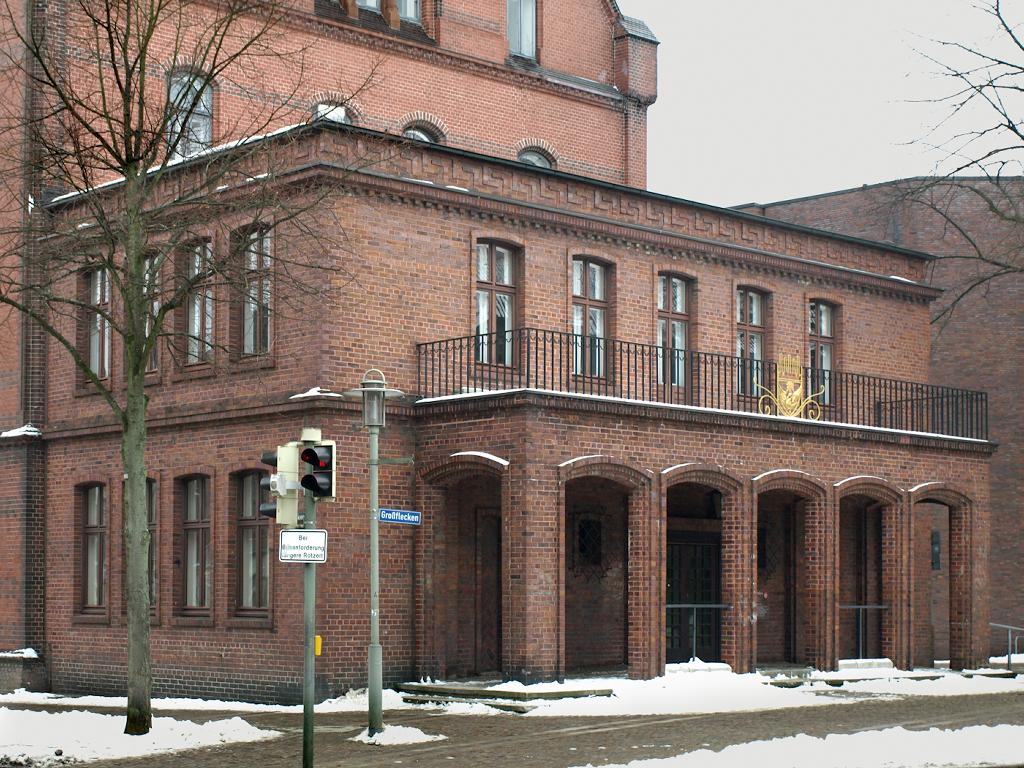
Südlicher Anbau von 1939

- 1928 entstand hinter dem Rathaus das Stadthaus nach den Plänen von Stadtbaurat Carl Lembke.
- 1939 erfolgte ein niedriger Anbau am Südgiebel. Der Architekt Fritz W. Hain entwarf ihn in historistischem Stil, aber in einfachen Formen.
- 1977 erweiterte man das Verwaltungszentrum durch großzügige, moderne Anbauten. Sie wurden nach den Plänen der Architekten Dissing und Weitling aus Kopenhagen errichtet.